# Хемоенцефалографија
Хемоенцефалографија (ХЕГ) је неурофидбек техника у области неуротерапије, као специфичног облика биофидбека, заснованог на идеји да људска бића могу свесно да мењају своју мождану функцију кроз тренинге у којима покушавају да промене сигнал који генерише њихов мозак и који се мери путем неуролошког механизма повратне спреге. По завршетку биофидбек процеса, учесници повећавају церебрални проток крви до одређеног региона мозга, што резултује повећаном можданом активности и бољим учинком на задацима који укључују одређени регион мозга.

## Историја
Први прави случај неурофидбека десио се 1963. године, када је професор са Универзитета у Чикагу Joseph Kamiya  обучио волонтера да препозна и промени активност алфа можданих таласа. 
Пет година касније, Barry Sterman је спровео револуционарну студију на мачкама по налогу НАСА-е која је доказала да су мачке обучене да свесно мењају свој сензомоторни ритам отпорне на дозе хидразина које обично изазивају нападе. Ово откриће је примењено на људе 1971. године када је Barry Sterman тренирала епилептичарку да контролише своје нападе комбинацијом сензомоторног ритма и ЕЕГ неуротерапије до те мере да је добила возачку дозволу након само три месеца лечења. 
Отприлике у исто време Hershel Toomim  је основао Тoomim Biofeedback Laboratories and Biocomp Research Institute на основу уређаја познатог као Alpha Pacer који је мерио мождане таласе. После деценија рада са разним механизмима биофидбека, Hershel Toomim  је случајно налетео на свесну контролу церебралног крвотока 1994. године и развио уређај специфичан за ову меру који је назвао хеменцефалографски систем за блиску инфрацрвену спектрофотометрију, и тако сковао термин хемоенцефалографија, 1997. године.
Клиничар корисник БИХ-а, Џефри Кармен, прилагодио је систем Hershel-а Toomim-а  за терапију мигрене 2002. интегришући периферни и термички биофидбек дизајн. Од тада, обе технике се примењују код бројних поремећаја функције фронталног и префронталног режња.

## Опште информације
Оба приступа хемоенцефалографији, блиска инфрацрвена и пасивна инфрацрвена, су индиректне мере неуронске активности засноване на неуроваскуларној спрези. Неуроваскуларна спрега је механизам којим се церебрални проток крви усклађује са метаболичком активношћу. Када се део кортекса користи у специфичном когнитивном задатку, неуронска активност у том региону се повећава, што последично повећава локални метаболизам. Да би се одржао корак са захтевима за исхрану и уклањање отпада због веће стопе метаболизма, церебрални проток крви у кортикални део који се користи мора да се повећа пропорционално. Упоредо са повећањем протока, молекули хемоглобина у крви, који су одговорни за транспорт и пренос кисеоника до ткива у целом телу, морају да повећају количину кисеоника коју испоручују у активирани део кортекса, што доводи до већег локалног ниво оксигенације крви. Ово се такође назива хемодинамски одговор.

### Блиска инфрацрвена ХЕГ (БИХ)
Hershel Toomim, први је развио блиску инфрацрвену хемоенцефалографију да мери на локалном нивоу промене у оксигенације крви. Слично функционалној магнетној резонанцији, која користи промене у магнетним својствима крви које су резултат оксигенације да би се формирала слика мождане активности, блиска инфрацрвена блиска инфрацрвена хемоенцефалографија  користи промене у транслуценцији крви које су резултат оксигенације да генерише сигнал којим се може свесно манипулисати у неурофеедбек сесијама. На најосновнијем нивоу, блиска инфрацрвена хемоенцефалографија сија наизменично црвеном (660 нм) и блиском инфрацрвеном (850 нм) светлошћу на одређено подручје мозга, обично кроз чело. Док је лобања у великој мери прозирна за ове таласне дужине светлости, крв није. Црвено светло се користи као сонда, док инфрацрвено светло даје релативно стабилну основу за поређење. Фотоелектричне ћелије у апарату за спектрофотометар који се носи на челу мере количину сваке таласне дужине светлости коју рефлектује церебрални проток крви у активираном кортикалном ткиву и шаљу податке компјутеру, који затим израчунава однос црвене и инфрацрвене светлости и преводи их у визуелни сигнал који одговара нивоу оксигенације на графичком интерфејсу који пацијент може да види. Кључни нутријент који прати НИР је кисеоник. У блиској инфрацрвеној хемоенцефалографији како се повећава однос оксигенисаног хемоглобина (ХбО2) и деоксигенисаног хемоглобина (Хб), крв постаје све мање провидна и расипа више црвене светлости, уместо да је апсорбује. Насупрот томе, количина инфрацрвене светлости коју расејава крв је у великој мери непропустљива за промене у нивоу оксигенације хемоглобина.

### Пасивна инфрацрвена хемоенцефалографија (пИЦ ХЕГ)
Пасивна инфрацрвена хемоенцефалографија развијена је од стране Џефрија Кармена, приватног психолога из Њујорка, као спој класичних принципа хемоенцефалографије које користи технике познате као термоскопија. пИЦ ХЕГ користи сензор сличан блиском инфрацрвеном ХЕГ сензору да детектује светлост из уског опсега инфрацрвеног спектра који одговара количини топлоте коју генерише активни регион мозга, као и локалном нивоу оксигенације крви. Топлота коју детектује ПИР је пропорционална количини шећера који се сагорева да би се одржала повећана метаболичка брзина неопходна за подстицање повишене неуронске активности. пИЦ ХЕГ има лошију резолуцију од блиске инфрацрвене ХЕГ и зато се овај третман обично фокусира на глобалније повећање церебралног крвотока.
Према студији Carmen-а Jeffrey-а  преко 90% субјеката који су завршили најмање шест сесија  пИЦ ХЕГ-а пријавили су значајна побољшања активности мигрене, што упућује на то да ова метода има снажан утицај на мигренске главобоље, чак и за људе који нису имали позитиван одговор на лекове. Аутори студије сматрајз да је одговор на главобољу до краја шест сесија пИЦ ХЕГ-а добар предиктор вероватноће побољшања.